# Municipio de Berlin (condado de Wells)
El municipio de Berlin (en inglés: Berlin Township) es un municipio ubicado en el condado de Wells en el estado estadounidense de Dakota del Norte. En el año 2010 tenía una población de 28 habitantes y una densidad poblacional de 0,3 personas por km².

## Geografía
El municipio de Berlin se encuentra ubicado en las coordenadas 47°22′2″N 99°34′30″O / 47.36722, -99.57500. Según la Oficina del Censo de los Estados Unidos, el municipio tiene una superficie total de 93.34 km², de la cual 90,07 km² corresponden a tierra firme y (3,51 %) 3,28 km² es agua.

## Demografía
Según el censo de 2010, había 28 personas residiendo en el municipio de Berlin. La densidad de población era de 0,3 hab./km². De los 28 habitantes, el municipio de Berlin estaba compuesto por el 100 % blancos. Del total de la población el 0 % eran hispanos o latinos de cualquier raza.